# Pierre Villepreux
Pierre Villepreux (Arnac-Pompadour, 5 de julio de 1943) es un escritor, dirigente, exentrenador y exjugador francés de rugby que se desempeñaba como fullback.
Villepreux fue considerado uno de los mejores jugadores del Mundo de los años 1960 y hoy se lo reconoce como un teórico que contribuyó enormemente al desarrollo del juego. Desde 2018 es miembro del World Rugby Salón de la Fama.

## Selección nacional
Fue convocado a Les Bleus por primera vez en marzo de 1967 para enfrentar a la Azzurri y jugó su último partido en junio de 1972 contra los Wallabies.
Fue un invitado de honor del Centenario de la Rugby Football Union. En total jugó seis años con el equipo nacional como titular indiscutido, disputó 34 partidos y marcó 166 puntos.

## Palmarés
- Campeón del Torneo de las Seis Naciones de 1967 y 1968.
- Campeón del Rugby Europe International Championships de 1966–67, 1967–68, 1969–70, 1970–71 y 1971–72.
- Campeón del Campeonato Nacional de Excelencia de 1991–92.
- Campeón del Top 14 de 1984–85, 1985–86 y 1988–89.
- Campeón de la Copa de Francia de Rugby de 1984 y 1988.
- Campeón del Desafío Yves du Manoir de 1988.